# 다시구

다시 구의 위치

다시구(중국어: 大溪區, 병음: Dàxī Qū)는 중화민국 타오위안 시의 시할구이다. 행정 구역내에 다한시(大漢渓)가 있는 것에서 이 명칭이 붙여졌다. 다시 구는 원래는 인접하는 푸싱 구에서 생산되는 목재의 수송 거점으로 다한시에서의 수운으로 번창하고 있었다. 이미 수운은 자취를 감추었지만 수운 시대의 옛날 건축의 잔존물이 많이 보존되어 있다.
넓이는 105.1206km2이고, 인구는 2015년 8월 기준으로 93,012명이다.

## 역사
다시 구는 예전에는 대고함(大姑陥)으로 불리고 있었다. 이것은 아타얄족의 언어로 '큰 물'을 나타내는 말이다. 건륭 연간, 장주로부터의 입식자가 대한계를 거슬러 올라가 이곳에 이르러 개간을 시작했다. 한족에게 있어 함(陥)이라는 글자가 불길하고, 또 지형이 와지인 것에서 감(崁)자를 사용하게 되어 대고감(大姑崁)으로 불리게 되었다. 동치 초년 이 지방 출신의 이금흥, 이등방, 위창현 등이 과거에서 우수한 성적을 거둔 것에서 대과감(大科崁)으로 개칭되었다. 광서 연간에 순무 유명전은 이곳에 무간총국을 설치했고 명칭을 대과감(大嵙崁)으로 개칭했다. 그 후 일본 통치 시대인 1920년, 지세와 연관되어 다이케이(大溪)로 개칭되어 현재에 이르고 있다.

## 교통
- 국도 3호선